# إيه في جي للتقنية
إيه في جي للتقنية (بالإنجليزية: AVG Technologies)‏ (اسم سابق لشركة: Grisoft) هي شركة تشيكية تؤسست في يناير 1991 من قبل جان جريتزباتش وتوماس هوفر
، لها مكاتب في أوروبا والولايات المتحدة. وتتخصص الشركة في مجال البرمجيات أمن الكمبيوتر. في 31 مارس، 2014 تم اعلان عن 182 مليون مستخدم نشط لمنتجات البرمجيات و الخدمات، والتي تشمل أمن الإنترنت، وتحسين أداء الكمبيوتر، والخصوصية الشخصية وتطبيقات حماية الهوية.

## التاريخ
تأسست الشركة سنة 1992 في تشيكوسلوفاكيا سابقاً كما كانت آنذاك، وفي عام 1997 تم بيع البرنامج (AVG Anti Virus Security) بترخيص في ألمانيا والمملكة المتحدة، وفي عام 1998 بيع في الولايات المتحدة الأمريكية.

## المنتجات
من أهم منتجات الشركة :
- AVG Zen
- AVG Internet Security – Antivirus program
- AVG Anti-Virus Free Edition
- AVG Premium Security
- AVG Web TuneUp
- AVG PC TuneUp
- AVG PrivacyFix

## وصلات خارجية
- الموقع الرسمي